# Новая Маковка
Но́вая Ма́ковка (укр. Нова Маківка, до 2016 г. — Петровское) — село, входит в Ракитнянский район Киевской области Украины.
Население по переписи 2001 года составляло 442 человека. Почтовый индекс — 09621. Телефонный код — 4562. Занимает площадь 10 км². Код КОАТУУ — 3223783002.

## Местный совет
09621, Київська обл., Рокитнянський р-н, с. Маківка